# Żleb pod Palcem

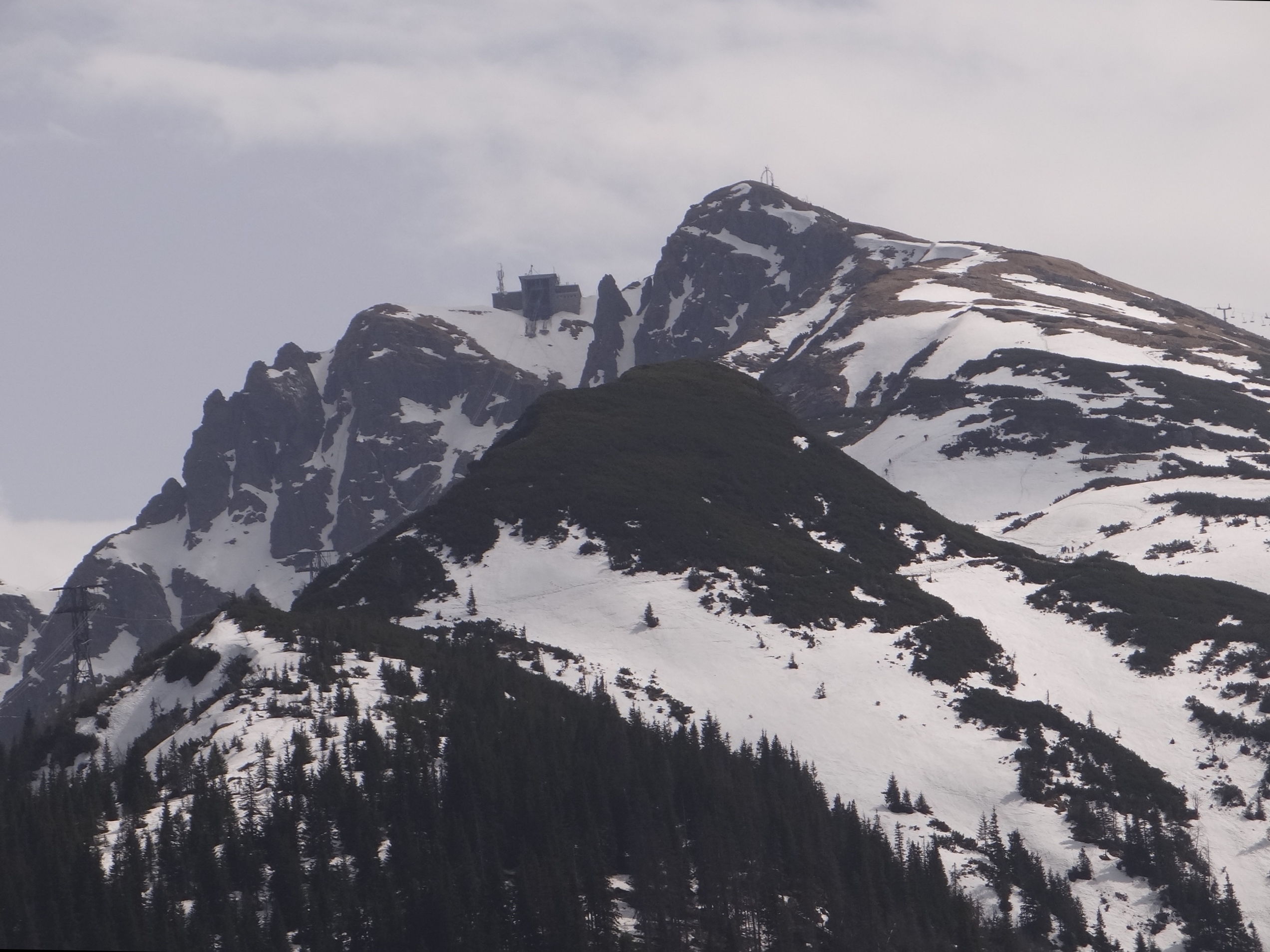
Żleb pod Palcem opada spod budynku kolejki linowej. Palec widoczny na zdjęciu po jego prawej stronie

Żleb pod Palcem – żleb opadający z Kasprowego Wierchu do górnej części Doliny Suchej Kasprowej w polskich Tatrach Zachodnich. Nazwa żlebu pochodzi od skały Palec znajdującej się w skalnym żebrze w północno-wschodnich bardzo stromych „prawie ścianach” Kasprowego Wierchu. Pierwsze przejście żebrem Palca (ścianą wschodnią): Jan Burzykowski i Ludwik Ziemblic we wrześniu 1955 r.
Taterników żleb nie zainteresował. Natomiast żlebami z Kasprowego Wierchu, jego północnej grani i grani do Uhrocia Kasprowego zjeżdżali narciarze. Są to bardzo trudne trasy zjazdowe, tylko dla najlepszych narciarzy. Najpopularniejsza trasa zjazdowa wiodła właśnie Żlebem pod Palcem. Jeździli nimi Karol Życzkowski i Józef Wala. Adam Borkowski i Adam Marasek ocenili trudność zjazdu na 3,5 stopnia w skali podanej w opracowaniu K. Życzkowskiego i J. Wali pt. Narciarstwo wysokogórskie w Polskich Tatrach Wysokich. Obecnie cała Dolina Kasprowa to obszar ochrony ścisłej, zamknięty dla turystów, taterników i narciarzy.